# 藤沢市立善行小学校
藤沢市立善行小学校（ふじさわしりつ ぜんぎょうしょうがっこう）は、神奈川県藤沢市にある公立小学校。

## 沿革
出典
- 1966年（昭和41年）4月1日 - 明治、本町、六会の各小学校より分離し創立。同日、校舎落成祝賀式を挙行。同日を開校記念日と定める。
- 1968年（昭和43年）3月21日 - 第1回卒業証書授与式挙行。
- 1971年（昭和46年）
  - 2月10日 - 屋内運動場完成。
  - 4月1日 - 児童の一部を新設開校した大越小学校へ移籍。
- 1972年（昭和47年）3月7日 - 「善行小の歌」制定。
- 1973年（昭和48年）7月24日 - プール竣工式挙行。
- 1976年（昭和51年）9月10日 - 開校10周年。
- 1986年（昭和61年）9月10日 - 開校20周年。
- 1996年（平成8年）9月10日 - 創立30周年。
- 1999年（平成11年）9月21日 - パソコン導入（児童10台・教師用1台）。
- 2001年（平成13年）9月10日 - 創立35周年。
- 2006年（平成18年）9月10日 - 創立40周年。
- 2009年（平成21年）
  - 4月3日 - 特別支援学級（5くみ）開級式挙行。
  - 12月 - 新校舎完成。

## 通学区域
出典
- 藤沢市
  - 善行1丁目（1番地～9番地、11番地～12番地、18番地～30番地、4292番地～4297番地）
  - 善行2丁目（1番地～24番地）
  - 善行3丁目（全域）
  - 善行4丁目（全域）
  - 善行5丁目（全域）
  - 善行6丁目（1番地～13番地）
  - 善行7丁目（1番地～7番地）
  - 石川（3869番地～4894番地の一部）
  - 善行団地（2番、3番、5番、6番）
  - 藤沢（3800番地）
  - 大庭（6921番地以降）
  - 亀井野（2750番地～2780番地の一部）

## 進学先中学校
出典
- 藤沢市立善行中学校

## 学校の周辺
- 善行団地

## 交通
- 小田急江ノ島線善行駅より徒歩17分。
- 小田急江ノ島線善行駅（西口）より、神奈川中央交通バス「善01」・「善04」の各系統「善行団地」行、「善05」系統「善行坂循環善行駅」行、「善06」系統「団地入口循環善行駅」行で7～8分、「善行団地」バス停下車後、徒歩1分。

## 著名な出身者
- 末永遥 - 女優、ファッションモデル
- 高橋周平 - プロ野球選手（中日ドラゴンズ）
- 小笠原慎之介 -プロ野球選手（中日ドラゴンズ）